# Anniusz Rufus
Anniusz Rufus, Annius Rufus – rzymski ekwita, trzeci prefekt Judei, od 12 do 15 n.e. (daty przybliżone).
Jego urzędowanie najwyraźniej obyło się bez incydentów ponieważ jedyne zdarzenie jakie opisuje Józef Flawiusz za jego kadencji to śmierć cesarza Augusta, która nastąpiła 19 sierpnia 14 i na tej podstawie jesteśmy w stanie obliczyć kadencje trzech pierwszych namiestników Judei, o których Józef prawie nic nie pisze.
Rufus był prawdopodobnie powiązany z innymi osobami o tym samym imieniu którzy sprawowali urzędy publiczne w starożytnym Rzymie. W 128 p.n.e. jeden z dwóch konsulów miasta Rzymu nazywał się Tytus Anniusz Rufus a legat Judei w okresie powstania Bar-Kochby (135 n.e.) zwał się Kwintus Tinnejusz Rufus.
Nie wydaje się żeby istniały jakiekolwiek monety tego prefekta. Nie zostały odkryte żadne palestyńskie monety między 41 rokiem po bitwie pod Akcjum (10/11 n.e.) a drugim rokiem panowania Tyberiusza (15/16 n.e.). Dlatego uważa się, że Rufus nie wybijał żadnych monet.
Zastąpienie Anniusza Rufusa jako prefekta Judei Waleriuszem Gratusem było po prostu częścią zmian administracyjnych związanych z początkiem panowania cesarza Tyberiusza.
Pojawia się w powieści Paula L. Maiera zatytułowanej Poncjusz Piłat (1968). 